# Storfläckigt bandfly
Storfläckigt bandfly, Noctua interposita, är en fjärilsart som beskrevs av Jacob Hübner 1790. Storfläckigt bandfly ingår i släktet Noctua och familjen nattflyn, Noctuidae. Arten  har livskraftiga, LC, populationer i både Sverige och Finland. Inga underarter finns listade i Catalogue of Life.

## Bildgalleri

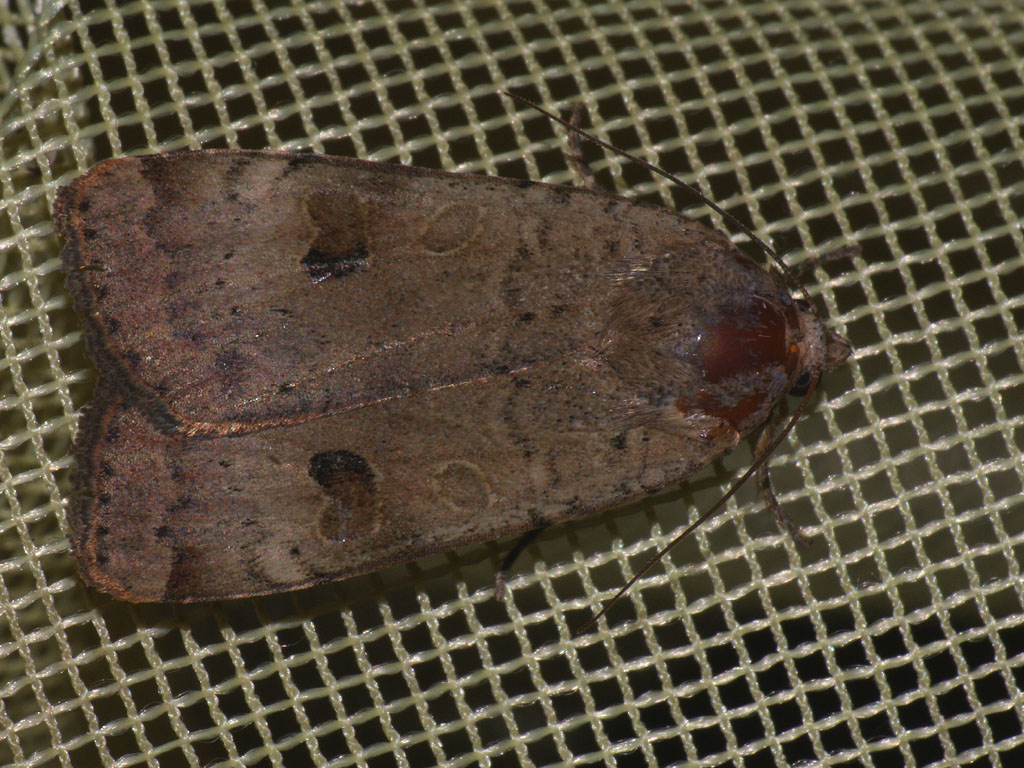
Imago fjäril
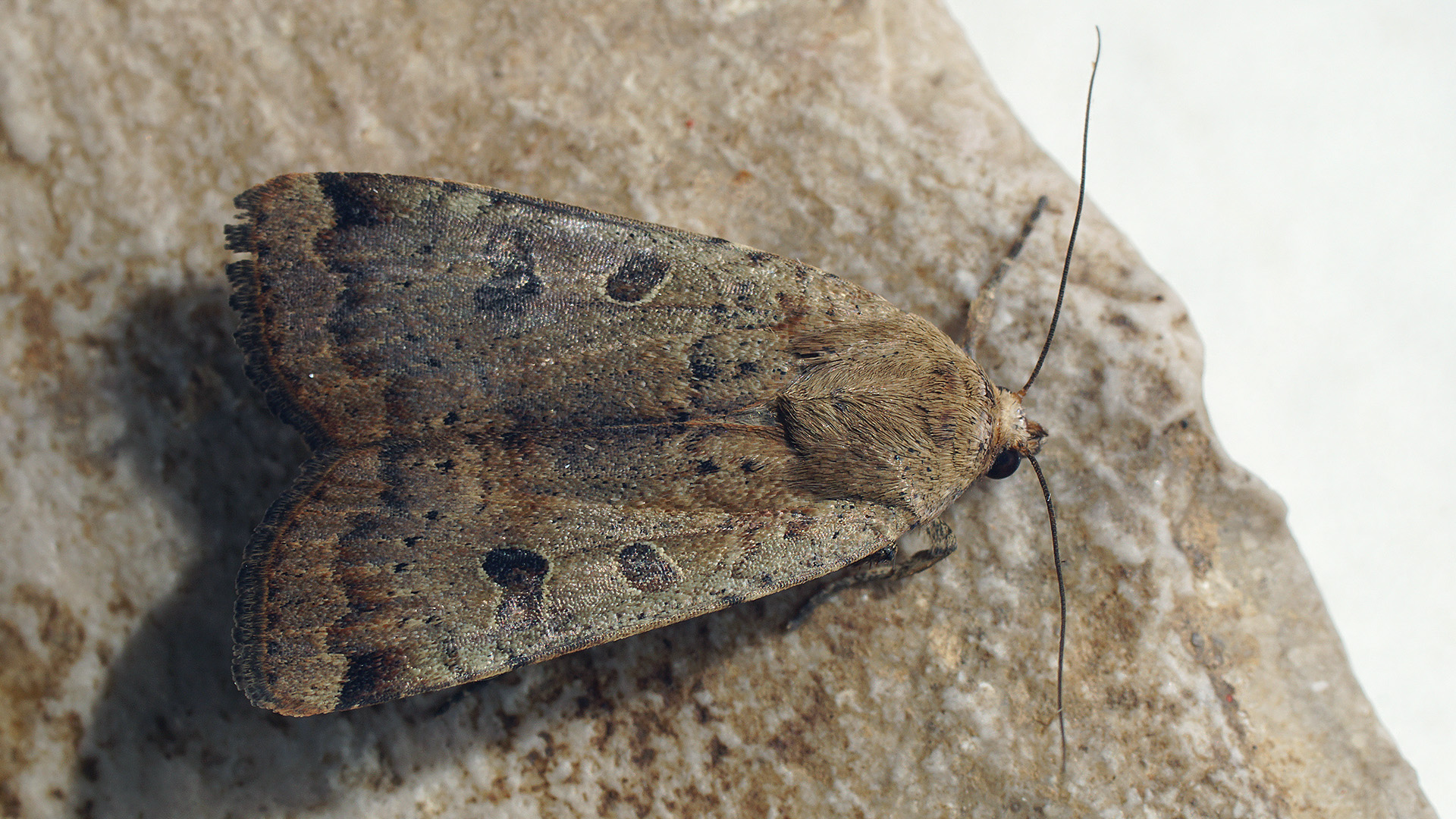
Imago fjäril
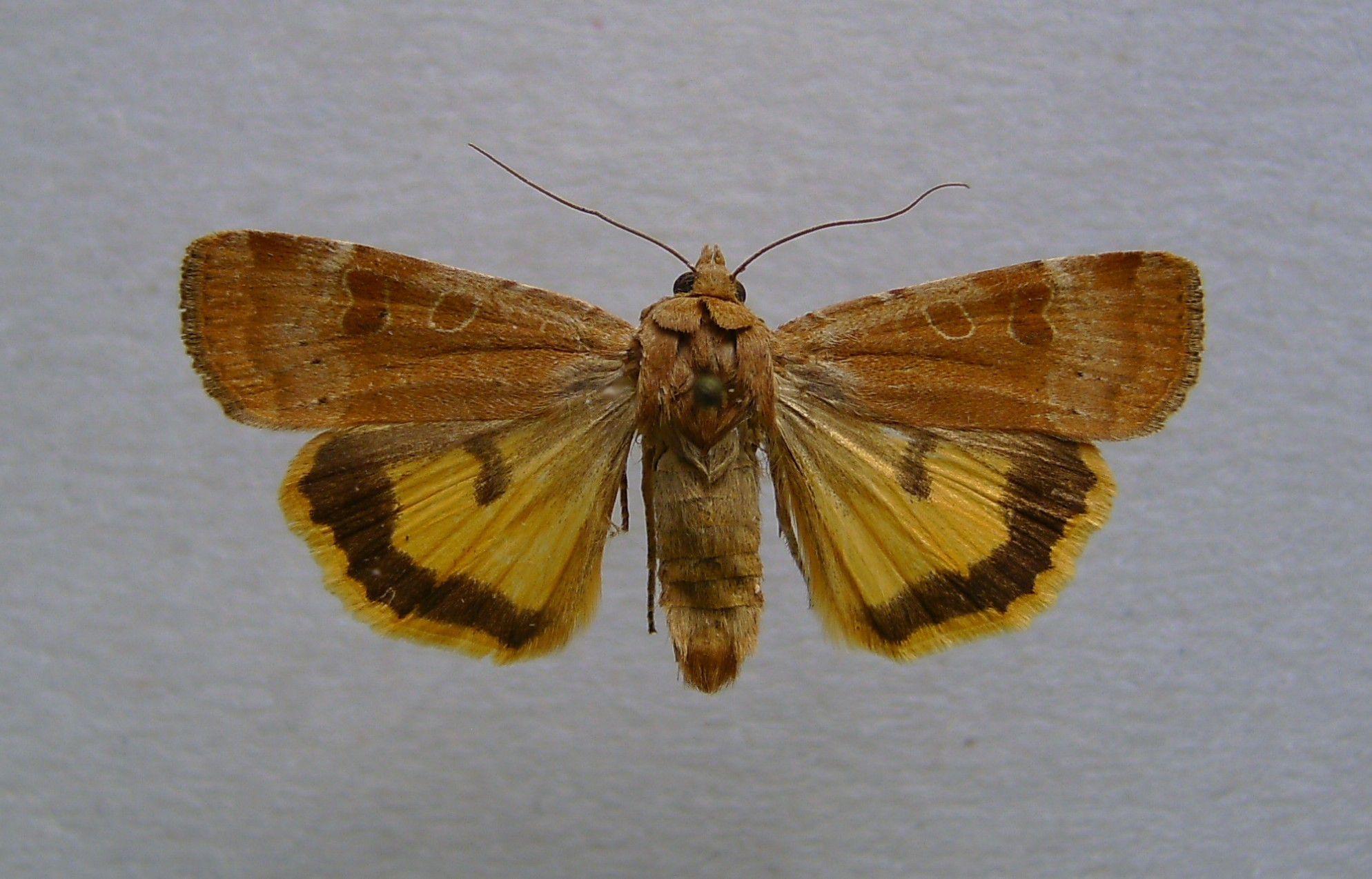
Preparerad (uppnålad) imago fjäril